# Георгій I (цар Абхазії)
Георгій I (груз. გიორგი; д/н — 871) — 4-й цар Абхазії у 864—871 роках.

## Життєпис
Походив з династії Леонідів (Анчабадзе). Молодший син Леона II, царя Абхазії. Замолоду йому було надано володіння Агцепі, внаслідок чого отримав прізвисько Агцепелі (груз. აღწეფელი).
864 (за іншими відомостями 861) року після смерті брата Деметре II посів трон Абхазії. Успішно завершив війну проти Баграта I, ерісмтавара Іберії, захопивши 868 року область Шида-Іберія. Більшу її частину передав небожеві Тінену з титулом еріставі. В наступні роки розширив землі до кордонів Тбіліського емірату і Кахетинського князівства.
Георгій I раптово помер 871 року. Його дружина влаштувала вбивство тінена, що був офіційним спадкоємцем трону. Внаслідок чого владу захопив Іоанн Шавліані, коханець дружини Георгія I.